# Kāthgodām
Kāthgodām är en ort i Indien.   Den ligger i distriktet Naini Tāl och delstaten Uttarakhand, i den norra delen av landet, 240 km öster om huvudstaden New Delhi. Kāthgodām ligger 535 meter över havet och antalet invånare är 129 140.
Terrängen runt Kāthgodām är varierad. Runt Kāthgodām är det ganska tätbefolkat, med 222 invånare per kvadratkilometer. Närmaste större samhälle är Haldwani-cum-Kathgodam, 5,2 km söder om Kāthgodām. I omgivningarna runt Kāthgodām växer i huvudsak blandskog.